# Château de Takamatsu (Bitchu)
 (janvier 2025).
Le château de Takamatsu (高松城, Takamatsu-jō) de la province de Bitchu était un château japonais situé dans ce qui est à présent la ville d'Okayama dans la préfecture d'Okayama. Comme la plupart des châteaux japonais, celui-ci fut construit à la fin du XVIe siècle, durant l'époque Azuchi Momoyama.

## Histoire
Le château, du type hirajō (château de plaine), fut construit très près du niveau de la mer, sur un terrain marécageux qui formait en quelque sorte une douve naturelle. Cette caractéristique le distingue de l'image plus traditionnelle du yamashiro (château en hauteur), bâti au sommet d'une colline. Il fut construit à l'origine par la famille Mimura et contrôlé par leurs vassaux, la famille Ishikawa. Les deux familles furent éliminées à cause de leur pouvoir assez important par le clan Mōri qui s'empara de Takamatsu et de toute la province de en 1575. Les Mōri confièrent le château à leur vassal, Shimizu Muneharu. Shimizu était très proche de la famille Ishikawa et il est possible qu'il ait été déjà daimyo du château peu avant que les Mōri attaquent, se rangeant de leur côté après la défaite des Ishikawa, afin de maintenir ses propres prestiges et pouvoirs tout en conservant le château.
Le château fut assiégé (siège du château de Takamatsu) en 1582 par Toyotomi Hideyoshi. Après un ou deux mois de siège et sur le conseil de son stratège Kuroda Yoshitaka, Hideyoshi construisit des digues pour détourner le cours d'une rivière proche et inonda le château, ce qui amena une rapide reddition de Shimizu. La facilité avec laquelle fut obtenu ce résultat est due en grande partie au caractère marécageux de la zone et au choix de la date du siège : la saison des pluies (tsuyu) intensifia l'inondation à tel point qu'il est aisé d'imaginer la forteresse étant véritablement inondée, rendant la reddition inévitable.

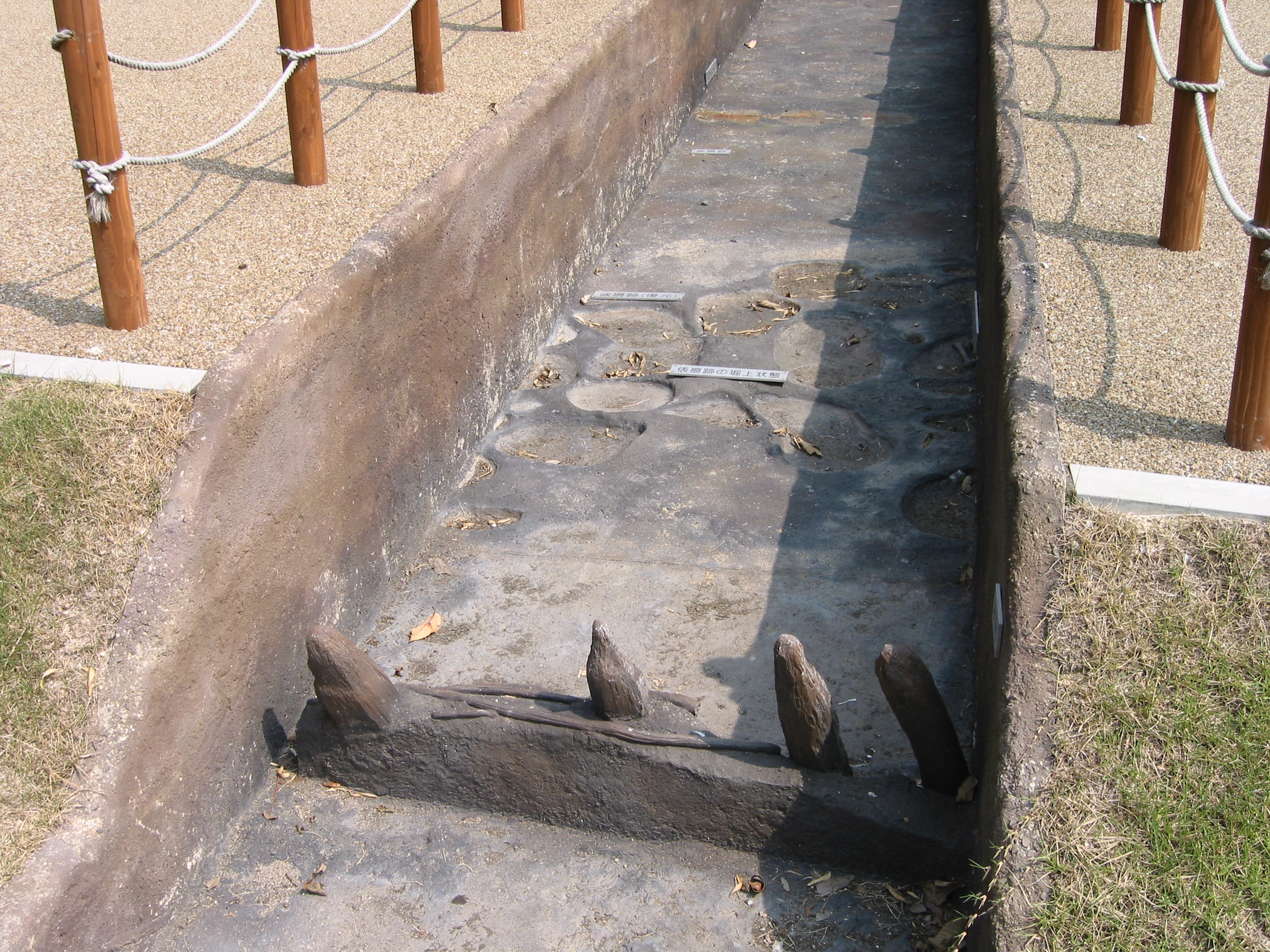
Une partie dégagée de la base de la digue et du remblai construits par Toyotomi Hideyoshi durant son siège du château en 1582.

À la suite du siège et de la chute de Toyotomi Hideyoshi, le château finit par passer sous le contrôle de la famille Hanabusa, karō de la famille Ukita. Après la bataille de Sekigahara en 1600, durant laquelle les Hanabusa combattirent avec l'armée de Ieyasu Tokugawa, le statut de hatamoto leur fut accordé. D'un rang plus élevé que la plupart des daimyos, les hatamoto comptaient parmi les plus fidèles obligés du shogun. Quelques années plus tard cependant, la résidence des daimyos fut déplacée de Takamatsu à Abe, qui est de nos jours la ville de Sōja.
Aujourd'hui, même si certains des restes des digues de Hideyoshi et des tours de siège subsistent, il ne reste rien du château. Un monument en pierre indique l'endroit où Shimizu Muneharu commit le seppuku tandis que toute la zone environnante a été transformée en parc. Des marqueurs archéologiques, tels que des poteaux en bois, délimitent la zone où se trouvaient le château, les digues et les installations du siège.